# Pelota vid olympiska sommarspelen 1900
Vid olympiska sommarspelen 1900 avgjordes en tävling i Pelota. Endast två lag var anmälda så det blev endast en match, vars resultat idag är okänt. Matchen hölls den 14 juni 1900 i Neuilly-sur-Seine. Antalet deltagare var fyra tävlande från två länder.

## Medaljfördelning
| Medaljfördelning |           |      |        |       |        |
| Placering        | Nation    | Guld | Silver | Brons | Totalt |
| 1                | Spanien   | 1    | 0      | 0     | 1      |
| 2                | Frankrike | 0    | 1      | 0     | 1      |

## Medaljörer

### Herrar
| Gren   | Guld                                                    | Silver                                     | Brons |
| Pelota | Spanien · José de Amézola y Aspizúa · Francisco Villota | Frankrike · Maurice Durquetty · Etchegaray | Ingen |

## Deltagande nationer
Totalt deltog fyra pelotaspelare från två länder vid de olympiska spelen 1900 i Paris.
|                               |  |  |
| - Frankrike (2) - Spanien (2) |  |  |